# العلاقات البوروندية التركية
العلاقات البوروندية التركية هي العلاقات الثنائية التي تجمع بين بوروندي وتركيا.

## مقارنة بين البلدين
هذه مقارنة عامة ومرجعية للدولتين:
| وجه المقارنة                                              | بوروندي                                    | تركيا         |
| --------------------------------------------------------- | ------------------------------------------ | ------------- |
| المساحة (كم2)                                             | 27.83 ألف                                  | 783.56 ألف    |
| عدد السكان (نسمة)                                         | 10.86 مليون                                | 80.14 مليون   |
| الكثافة السكانية (ن./كم²)                                 | 390.23                                     | 102.28        |
| العاصمة                                                   | بوجومبورا، جيتيغا                          | أنقرة         |
| اللغة الرسمية                                             | اللغة الكيروندية، لغة فرنسية، لغة إنجليزية | اللغة التركية |
| العملة                                                    | فرنك بوروندي                               | ليرة تركية    |
| الناتج المحلي الإجمالي (بليون دولار)                      | 3.48 مليار                                 | 851.10 مليار  |
| الناتج المحلي الإجمالي (تعادل القوة الشرائية) بليون دولار | 8.13 مليار                                 | 1.57 تريليون  |
| الناتج المحلي الإجمالي الاسمي للفرد دولار أمريكي          | 277                                        | 9.12 ألف      |
| الناتج المحلي الإجمالي للفرد دولار أمريكي                 | 77                                         | 19.79 ألف     |
| مؤشر التنمية البشرية                                      | 0.400                                      | 0.761         |
| رمز المكالمات الدولي                                      | +257                                       | +90           |
| رمز الإنترنت                                              | .bi                                        | .tr           |
| المنطقة الزمنية                                           | ت ع م+02:00                                | ت ع م+03:00   |

## منظمات دولية مشتركة
يشترك البلدان في عضوية مجموعة من المنظمات الدولية، منها:
| علم المنظمة | اسم المنظمة                                                | تاريخ انضمام بوروندي | تاريخ انضمام تركيا |
| ----------- | ---------------------------------------------------------- | -------------------- | ------------------ |
|             | مؤسسة التنمية الدولية                                      | 28 سبتمبر 1963       | 22 ديسمبر 1960     |
|             | يونسكو                                                     | 16 نوفمبر 1962       | 4 نوفمبر 1946      |
|             | وكالة ضمان الاستثمار متعدد الأطراف                         | 10 مارس 1998         | 3 يونيو 1988       |
|             | الأمم المتحدة                                              | 18 سبتمبر 1962       | 24 أكتوبر 1945     |
|             | العملية المشتركة للاتحاد الأفريقي والأمم المتحدة في دارفور | ?                    | ?                  |
|             | الاتحاد البريدي العالمي                                    | ?                    | ?                  |
|             | البنك الدولي للإنشاء والتعمير                              | 28 سبتمبر 1963       | 11 مارس 1947       |
|             | الاتحاد الدولي للاتصالات                                   | 16 فبراير 1963       | 1866               |
|             | منظمة حظر الأسلحة الكيميائية                               | ?                    | ?                  |
|             | مؤسسة التمويل الدولية                                      | 28 نوفمبر 1979       | 19 ديسمبر 1956     |
|             | المركز الدولي لتسوية المنازعات الاستشارية                  | 5 ديسمبر 1969        | 2 أبريل 1989       |
|             | منظمة التجارة العالمية                                     | 23 يوليو 1995        | 26 مارس 1995       |
|             | منظمة الشرطة الجنائية الدولية                              | ?                    | ?                  |
|             | البنك الإفريقي للتنمية                                     | ?                    | ?                  |

## وصلات خارجية
- موقع وزارة الخارجية التركية